# Jutta Höhne
Judith Popken-Höhne detta Jutta (26 marzo 1951) è un'ex schermitrice tedesca, vincitrice di una medaglia di bronzo ai campionati mondiali di scherma.
È la moglie di Knut Höhne.